# Dicyema bilobum
Dicyema bilobum är en djurart som tillhör fylumet rhombozoer, och som beskrevs av John Nathaniel Couch och Short 1964. Dicyema bilobum ingår i släktet Dicyema och familjen Dicyemidae. Inga underarter finns listade i Catalogue of Life.